# Union des verts et des paysans
L'Union des Verts et des Paysans (en letton : Zaļo un Zemnieku savienība, abrégé en ZZS), est une alliance de partis lettons, comprenant l'Union des paysans et trois autres partis mineurs.
Avant 2022, le Parti vert faisait partie de l'alliance.

## Présentation
Cette alliance se fonde sur un sentiment partagé des électeurs des deux partis, les Lettons préférant, d'un point de vue écologique, les petites fermes, ce qui explique cette union plutôt rare dans les autres pays.

## Histoire
Créée un peu avant les élections de 2002 au Parlement, elle obtient alors 12 députés. En mars 2004, Indulis Emsis devient Premier ministre, le premier écologiste au monde à diriger un gouvernement, à la tête d'une coalition avec le Premier Parti de Lettonie et le Parti populaire. Il quitte cependant ces fonctions neuf mois plus tard mais l'UVP demeure au sein des gouvernements suivants dirigés par Aigars Kalvītis. Aux élections d'octobre 2006, le parti progresse en totalisant 16,71 % des voix et obtient 18 députés sur 100. L'Union participe aux gouvernements Godmanis, Dombrovskis I et II, jusqu'en octobre 2011, date à laquelle elle se retrouve dans l'opposition. Le parti revient au gouvernement en janvier 2014 et le demeure dans les gouvernements Straujuma I et II.
Si les Verts appartiennent au Parti vert européen, l'Union des paysans collabore avec le Parti de l'Alliance des libéraux et des démocrates pour l'Europe. L'Union n'obtient aucun député européen en 2004 et en 2009, faute d'atteindre le quorum de 5 % nécessaires, mais elle parvient en mai 2014 à faire élire Iveta Grigule, qui s'inscrit au groupe Europe de la liberté et de la démocratie directe.
Avant les élections législatives de 2022, le Parti vert quitte l'alliance pour rejoindre la Liste Unie.

## Résultats électoraux

### Élections parlementaires
| Année | Députés  | Votes   | %     | Rang | Gouvernement                                 |
| ----- | -------- | ------- | ----- | ---- | -------------------------------------------- |
| 2002  | 12 / 100 | 93 759  | 9,5   | 5e   | Repše, Emsis, Kalvītis I                     |
| 2006  | 18 / 100 | 151 595 | 16,8  | 2e   | Kalvītis II, Godmanis II, Dombrovskis I      |
| 2010  | 22 / 100 | 190 025 | 20,1  | 3e   | Dombrovskis II                               |
| 2011  | 13 / 100 | 111 955 | 12,2  | 5e   | Opposition, Straujuma I                      |
| 2014  | 21 / 100 | 178 212 | 19,5  | 3e   | Straujuma II, Kučinskis                      |
| 2018  | 11 / 100 | 83 675  | 9,91  | 6e   | Opposition                                   |
| 2022  | 16 / 100 | 113 676 | 12,58 | 2e   | Opposition (2022-2023), Siliņa (depuis 2023) |

### Élections européennes
| Année | Sièges | Voix   | %   | Rang | Groupe |
| ----- | ------ | ------ | --- | ---- | ------ |
| 2004  | 0 / 9  | 24 467 | 4,3 | 8e   |        |
| 2009  | 0 / 8  | 29 463 | 3,7 | 10e  |        |
| 2014  | 1 / 8  | 36 637 | 8,3 | 4e   | NI     |
| 2019  | 0 / 8  | 25 252 | 5.4 | 6e   | NI     |